# Studenčice, Medvode
Studenčice so naselje v Občini Medvode.